# Cadre de la lutte anti-blanchiment dans les établissements financiers en France
 (février 2021).
Lire en ligne

http://eur-lex.europa.eu/legal-content/fr/TXT/?uri=CELEX%3A32015L0849

Lire en ligne

https://www.legifrance.gouv.fr/affichCode.do?idSectionTA=LEGISCTA000020196707&cidTexte=LEGITEXT000006072026

Cet article définit les principaux aspects du cadre de la lutte anti-blanchiment dans les établissements financiers en France.

## Cadre législatif
En France, le cadre découle de l'ordonnance 2009-104 du 30 janvier 2009, codifiée aux articles L. 561-1 et suivants du code monétaire et financier (CMF).
La quatrième directive sur la lutte contre le blanchiment et contre le financement du terrorisme (LCB-FT), émise le 5 février 2013, est votée en commissions du Parlement européen le 27 janvier 2015. Celle-ci comporte plusieurs innovations juridiques, dont la création de fichiers nationaux. Elle est transposée en droit interne par les États membres au plus tard le 26 juin 2017 (date d'entrée en vigueur en France).
La cinquième directive européenne LCB-FT (directive (UE) no 2018/843 du 30 mai 2018) entre en vigueur en juillet 2018,.
En outre du cadre législatif européen, les exigences réglementaires de gouvernance et de contrôle interne en matière de LCB-FT sont définies par l'arrêté du 6 janvier 2021, entré en vigueur le 1er mars 2021.
La supervision de la LCB-FT et le contrôle des obligations en matière de LCB-FT sont assurés par l'Autorité de contrôle prudentiel et de résolution (ACPR), mais une supervision commune par l'Union européenne devrait entrer en vigueur en 2023.

## Les personnes assujetties
La liste des personnes assujetties aux obligations de lutte contre le blanchiment de capitaux et le financement du terrorisme est définie à l’article L561-2 du code monétaire et financier (CMF) et concerne :
- les établissements du secteur bancaire
- les compagnies et les courtiers en assurance
- les institutions de prévoyance
- les mutuelles et unions d’assurances, de réassurance et de capitalisation
- la Banque de France
- l’institut d’émission des départements d’outre-mer
- l’institut d’émission d’outre-mer
- les entreprises d’investissement (à l’exception des sociétés de gestion de portefeuille)
- les établissements de crédit ayant leur siège social dans un État parties à l’Espace économique européen (EEE). Le règlement général de l’Autorité des marchés financiers (AMF) permet d’inclure des établissements qui ne sont pas basés dans l’EEE
- les entreprises d’investissement ayant leur siège social dans un État partie à l’EEE. Le règlement général de l’AMF permet d’inclure des établissements qui ne sont pas basés dans l’EEE
- les personnes morales dont les associés tenus indéfiniment et solidairement sont des établissements de crédit dont le siège social est dans un État partie à l’EEE
- les personnes morales ayant leur siège social en France métropolitaine ou dans les départements d'outre-mer ou à Saint-Barthélemy ou à Saint-Martin et dont l'objet principal ou unique est la compensation d'instruments financiers. Le règlement général de l’AMF permet d’inclure des personnes morales qui ne sont pas établies sur le territoire de la France métropolitaine ou des départements d'outre-mer ou à Saint-Barthélemy ou à Saint-Martin
- les entreprises de marché
- les dépositaires centraux et gestionnaires de systèmes de règlement et de livraison d’instruments financiers
- les conseillers en investissements financiers
- les intermédiaires agissant pour le compte de tiers propriétaires de titres financiers
- les sociétés de gestion de portefeuille au titre des services d’investissement
- les sociétés de gestion de portefeuille et les sociétés de gestion au titre de la commercialisation des parts ou actions d’organismes de placement collectif dont elles assurent ou non la gestion
- les changeurs manuels
- les personnes physiques ou morales qui, de manière habituelle, se livrent à des opérations portant sur des immeubles de tiers
- les représentants légaux et directeurs responsables de casinos et les groupements, cercles et sociétés organisant des jeux de hasard, des loteries, des paris, des pronostics sportifs ou hippiques
- les personnes se livrant habituellement au commerce ou organisant la vente de pierres précieuses, de matériaux précieux, d’antiquités et d’œuvres d’art
- les entreprises fournissant des services bancaires de paiement, exemptées d’agrément par l’Autorité de contrôle prudentiel
- les experts-comptables et les salariés autorisés à exercer la profession d’expert-comptable
- les avocats au Conseil d'État et à la Cour de cassation, les avocats, les avoués près les cours d’appel
- les notaires
- les huissiers de justice
- les administrateurs judiciaires et les mandataires judiciaires
- les commissaires-priseurs judiciaires
- les sociétés de ventes volontaires de meubles aux enchères publiques
- les personnes exerçant l’activité de domiciliation.

### Sanctions encourues en cas de manquement à la réglementation
La quatrième directive LCB-FT prévoit, en cas de violation sérieuse, répétitive ou systématique, par les organismes assujettis, des obligations de vigilance à l’égard de la clientèle, de déclaration de soupçon, de conservation des données et des dispositions relatives au contrôle interne :
- pour les établissements de crédit et financiers, un plafond d’au moins 5 millions d’euros ou 10 % du chiffre d’affaires annuel est fixé pour les personnes morales et un plafond d’au moins 5 millions d’euros pour les personnes physiques ;
- la quatrième directive ne restreint pas la sanction pécuniaire aux dirigeants des organismes financiers, mais l’étend également aux personnes responsables du manquement à la réglementation (le responsable du dispositif LCB-FT ou de la conformité, en particulier).

## L'approche par les risques
La 3e Directive anti-blanchiment 2005/60/CE du 26 octobre 2005 est transposée par l’ordonnance 2009-104 du 30 janvier 2009 abandonnant l'approche par les seuils de la vigilance pour une approche graduée fondée sur le risque réel de blanchiment de capitaux.
Cette « approche-risque » est sollicitée par les professionnels du secteur bancaire (anglo-saxon notamment) dans l’objectif de « concentrer les moyens là où ils sont les plus nécessaires ».
Le principe de la vigilance est ainsi adapté pour tenir compte des différents risques de blanchiment et de financement du terrorisme que présentent le client, le produit ou son mode de distribution.
Ces obligations de vigilance proprement dites sont posées par les articles L. 561-5 à -10-2 de l’ordonnance précitée et les articles R. 561-5 et -6 du décret du 2 septembre 2009.
Le professionnel doit mettre en œuvre ses obligations de vigilance de façon régulière de telle sorte à moduler son comportement en vertu de cette nouvelle approche par les risques. Il existe ainsi trois degrés de vigilance en fonction desquels l’approche va être plus ou moins accentuée en termes de procédures (simplifiée, normale et renforcée).

### La vigilance simplifiée
Ce degré de vigilance, qui s’explique par l’existence d’un risque faible dans la relation d’affaires, se traduit par une limitation des obligations de l’assujetti sur une catégorie de clients et d’opérations. En effet, dès lors que le risque de blanchiment est faible, la vigilance se fait de manière allégée tant du point de vue de l’identification du client que des opérations effectuées. Cette appréciation du risque de blanchiment peut se faire au regard de différents critères tels que le client, le produit ou encore son mode de commercialisation.
L’article R561-15 du CMF (issu du décret no 2009/1087 du 2 septembre 2009) précise les conditions d’application de ces mesures de contrôle allégé et exposent des cas qui présentent un faible risque de blanchiment et de financement du terrorisme, notamment lorsque le client ou le « bénéficiaire effectif » est :
- Un organisme financier établi dans un État membre de l’Union européenne ;
- Une société cotée dont les titres sont admis à la négociation sur au moins un marché réglementé en France ou dans un État partie à l’accord sur l’Espace économique ;
- Une autorité publique, un organisme public.

L’article R561-16 du texte précité pose les cas de produits pour lesquels ces mesures de vigilance allégée vont être mises en œuvre, notamment :
- La monnaie électronique avec capacité maximale du support de 250 euros en cas d’impossibilité de recharger et 2 500 euros dans le cas inverse ;
- L’épargne salariale.

Ces dérogations prévues par les textes nécessitent que les assujettis recueillent les informations nécessaires à établir que le client remplit les conditions requises.
Dans le domaine des assurances, ce cas de vigilance simplifiée est prévu par l’arrêté du 10 novembre 2009 (JORF no 0264 du 14 novembre 2009).

### La vigilance normale ou standard
Ce degré de vigilance correspond à un risque moyen et donc à la plus grande partie des clients. Elle nécessite d’appliquer les principes suivants :
- Identification des clients réguliers et occasionnels sur la base de documents probants
- Évaluation de la nature et de l’objet de la relation d’affaires envisagée
- Le suivi régulier de la relation d’affaires, ce qui implique une actualisation des informations
- Identification des bénéficiaires effectifs

### La vigilance renforcée
Lorsque le risque de blanchiment des capitaux et de financement du terrorisme présenté par un client, un produit ou une transaction leur paraît élevé, les assujettis doivent renforcer l’intensité des mesures prévues aux articles L561-5 et L561-6.
Ces mesures de vigilance renforcée prévues aux articles L561-10-1 et L561-10-2 du CMF sont applicables notamment dans les situations suivantes :
- En cas de relation transfrontalière de correspondant bancaire – activités de « correspondant banking » - ou relation d’affaires en vue de la distribution d’instruments financiers avec un organisme financier situé dans un pays non membre de l’union Européenne ; ou qui n’est pas partie à l’accord sur l’espace économique européen (article L561-10-1). En découlent des mesures particulières (prévues à l’article R561-21 du CMF[12])  qui doivent être adoptées par l’assujetti notamment : le recueil d’informations sur l’établissement cocontractant concernant la nature de ses activités, sa réputation et la qualité de la surveillance dont il fait l’objet.
- L’opération est atypique : sans justification économique, sans objet licite, complexe ou d’un montant inhabituellement élevé article L561-10-2[13].
- Dans ce cas, les assujettis doivent se renseigner auprès du client sur l'origine des fonds et la destination de ces sommes ainsi que sur l'objet de l'opération et l'identité de la personne qui en bénéficie.

En dehors de ces dispositions précisément définies, les établissements pourront établir leur propre politique de gestion des risques et ajuster leurs contrôles en fonction de la nature du risque.
Dans le cadre des contrôles opérés par l’Autorité de contrôle prudentiel et de résolution (ACPR) de la Banque de France, les assujettis doivent être en mesure de justifier la nature des diligences mises en œuvre dans le cadre de leur approche par les risques.
Cette approche se matérialise en pratique par l’adoption d’une cartographie des risques s'appuyant sur une analyse des processus métier à laquelle est croisée une typologie des risques opérationnels.

## La connaissance du client
La connaissance du client est l’un des piliers de la lutte anti-blanchiment dans la mesure où une bonne connaissance de la clientèle permet de déceler des opérations atypiques pouvant être liées à des transactions délictueuses et de procéder à des déclarations de soupçon. La connaissance de la clientèle repose principalement, avant l’entrée en relation, sur son identification et la vérification de celle-ci (identité, domicile, activité, etc.) par tout document probant, sur le recueil de toute information relative à l’objet et à la nature de la relation et, plus généralement, sur le mode envisagé de fonctionnement du compte pour déterminer le profil de risque du client.
L’ordonnance impose donc à un ensemble d’assujettis mentionné à l'article L.561-2 du CMFl une obligation de vigilance à l’égard de sa clientèle.
Cette obligation consiste à connaître son client. Ce principe est reconnu au niveau international sous la dénomination « KYC » (Know Your Customer). Le professionnel doit alors s’assurer avant l’entrée en relation d’affaires (article L.561-6 al.1 du CMF), et tout au long de la relation d'affaire (article L.561-6 al.2 du CMF) de la conformité des informations de connaissance de son client ou, le cas échéant, de celle du bénéficiaire effectif.

### L’entrée en relation d’affaires
L’article L.561-5 du CMF prévoit ainsi qu’avant l’entrée en relation d’affaires ou avant d’assister le client dans la préparation ou la réalisation d’une transaction, les établissements financiers doivent identifier leur client et le cas échéant le bénéficiaire effectif de la relation d’affaires par des moyens adaptés. En outre ils doivent vérifier ces éléments d’identification sur présentation de tout document écrit probant. La notion de client doit alors être entendue de la manière la plus large possible (personne physique ou morale, entreprise industrielle, commerciale ou de services, garants, intermédiaire, société de gestion, correspondant bancaire, etc.…).
Une relation d’affaires est nouée lorsqu’un professionnel qualifié engage une relation professionnelle ou commerciale qui est censée, au moment où le contact est établi, s’inscrire dans une certaine durée (article L.561-2-1 CMF).
L’établissement est donc contraint d’identifier son client ou son bénéficiaire effectif avant l’entrée en relation d’affaires en recueillant toutes les informations relatives à l’objet et à la nature de cette relation et tout autre élément d’information pertinent sur ce client.

### L’identification du client ou du bénéficiaire effectif
Le « bénéficiaire effectif » est défini à l’article L.561-2-2 du CMF comme : la ou les personnes physiques :
1° soit qui contrôlent en dernier lieu, directement ou indirectement, le client,
2° soit pour lesquelles une opération est exécutée ou une activité exercée.
Un décret en Conseil d'État précise la définition et les modalités de détermination du bénéficiaire effectif.
Le décret du 2 septembre 2009 précise au travers de l’article R.561-1 du CMF que le bénéficiaire effectif est la personne qui, in fine, est le bénéficiaire de l’opération. Celle-ci est impérativement une personne physique qui détient directement ou indirectement au moins 25 % du capital ou des droits de vote de la société, ou bien ou une personne détenant un pouvoir de contrôle, d’administration ou de direction sur la société ou sur l’assemblée générale de gestion.
Lorsqu’il s’agit d’une personne physique, l’établissement doit vérifier l’identité et les pouvoirs des personnes agissant pour le compte de celui-ci :
- Le client ou le bénéficiaire effectif doit présenter un document officiel en cours de validité comportant une photographie. L’établissement financier doit alors vérifier le nom, le prénom, la date et lieu de naissance, la date et lieu de délivrance du document ainsi que la qualité de la personne qui a délivré le document ;
- La connaissance du client doit permettre l’identification des ressources du client, il convient donc également de connaître sa situation économique. Concernant la situation économique du client ou du bénéficiaire effectif, l’établissement financier se doit d’obtenir la justification de l'adresse du domicile à jour au moment où les éléments sont recueillis, les activités professionnelles actuellement exercées, tout élément permettant d'apprécier le patrimoine, les revenus ou tout élément permettant d'estimer les autres ressources.

Ces éléments permettent d’analyser les opérations économiques du client in concreto afin de savoir si elles correspondent aux capacités économiques du client ou si au contraire elles relèvent un caractère suspect. Certaines qualités du client semblent avoir des conséquences importantes sur le risque de la relation. C’est le cas lorsque le client est une personne politiquement exposée (ci-après « PPE »).
Le texte précise également que toutes les informations pertinentes devront être relevées sur le client. Les informations concernant l’analyse de son environnement économique, financier et juridique ainsi que l’analyse de sa notoriété sont des éléments essentiels afin d’avoir une meilleure connaissance sur le client.
Dans certains cas cette connaissance client est réputée comme automatiquement satisfaite. Les vigilances sont donc supprimées.
L’article L.561-9 alinéa II du CMF prévoit en effet une dérogation aux obligations de connaissance du client sous certaines conditions exhaustivement rappelées dans le décret d’application du 2 septembre 2009 :
- Tel est le cas lorsque les personnes assujetties à cette réglementation possèdent leur siège social en France, dans un autre État membre de l'Union européenne ou de l'Espace économique européen (ci-après « EEE »), ou dans un autre pays imposant des obligations équivalentes aux nôtres en matière de lutte contre le blanchiment et de lutte contre le financement du terrorisme ;
- Il en est de même pour les filiales ayant leur maison mère dans les régions mondiales situées ci-dessus, si ces dernières valident la connaissance du bénéficiaire effectif de l’opération, ainsi que pour tous les autres organismes agréés par l’autorité compétente d’un État membre de l’union européenne, de l’EEE, ou d’un État ayant des obligations équivalentes.

Avant même la relation d’affaires il convient alors que l’établissement financier exerce des vigilances « standards » consistant à soumettre le client à une vigilance constante. Certains renseignements préétablis permettent de classifier ce client dans un risque faible, moyen ou élevé.
La 4e directive européenne du 20 mai 2015, transposée en droit français à travers l'ordonnance no 2016-1635 du 1er décembre 2016, demande l'établissement, dans l'ensemble des pays de l'UE, de « registres des bénéficiaires effectifs »  (appelés également propriétaires ultimes d'entreprises, il s'agit de toute personne possédant, directement ou indirectement, plus de 25% du capital ou des droits de vote) . Ces registres devront être consultables, y compris au public,. Le document, à déposer au greffe du tribunal de commerce et placé en annexe du RCS, doit comporter, à partir du 01/08/2017 pour les nouvelles sociétés et du 01/04/2018 pour les existantes, une liste mentionnant, pour chaque client pour lequel une transaction est effectuée, le nom, le prénom, la date et le lieu de naissance, la nationalité, l'adresse personnelle des bénéficiaires effectifs, la date à laquelle ils le sont devenus et le mode de contrôle qu'ils exercent sur la société (cliente de la banque-assurance),,.

#### Détermination du profil de la relation
L’article L.561-6 alinéa I du CMF précise que l’identification du client doit comporter toutes les informations relatives à l’objet et à la nature de la relation ainsi que tout autre élément d’information pertinent sur le client.
L’arrêté du 2 septembre 2009 précise ainsi qu’au titre de la connaissance de la relation d’affaires l’établissement financier doit identifier avec certitude le montant et la nature des opérations envisagées, la provenance des fonds, la destination des fonds, la justification économique déclarée par le client ou le fonctionnement envisagé du compte.
L’objet et la nature de la relation devant être également identifiés sont à définir selon les opérations envisagées avec le client. En ce qui concerne la nature de la relation, il conviendra d’analyser le type d’opérations demandé par le client.
En présence de certains types d’opérations, l’établissement financier doit effectuer, selon ces critères, une approche des risques propre à son établissement et à ses spécialités. Selon cette matrice des risques, il met en œuvre des mesures de vigilance.

### La surveillance des opérations
L’ordonnance du 30 janvier 2009 distingue deux types de risque et trois types de vigilance :
- normale : pour les opérations classiques ;
- faible : pour les situations à bas risque ;
- complémentaire - renforcée : pour les situations présentant plus de risque.

#### Risque faible: vigilance allégée
L’article L.561-5 II du CMF dispose que : « Par dérogation au I, lorsque le risque de blanchiment des capitaux ou financement du terrorisme paraît faible et dans des conditions définies par décret en Conseil d’Etat, il peut être procédé uniquement pendant l’établissement de la relation d’affaires à la vérification de l’identité du client, et le cas échéant, du bénéficiaire effectif ». 
Le décret du 2 septembre 2009 relatif aux obligations de vigilance et de déclaration pour la prévention de l'utilisation du système financier aux fins de blanchiment de capitaux et de financement du terrorisme définit les conditions à l’article R.561-15 du CMF : 
- Ainsi, les établissements bancaires et financiers représentent un risque faible, à condition toutefois que ces établissements soient établis sur le territoire Européen ou français. Une entité instituée dans un État n’appartenant pas à l’Union Européenne doit mettre en place un système de lutte contre le blanchiment équivalent pour qu’elle puisse être considérée comme présentant un risque faible, d’où l’intérêt de la publication des questionnaires LCB-FT[30].
- Par ailleurs, est considérée comme représentant un risque faible une société cotée dont les titres sont admis à la négociation sur au moins un marché réglementé en France ou dans un État partie à l'accord sur l'Espace économique européen ou dans un pays tiers imposant des exigences de publicité compatibles avec la législation communautaire, figurant sur une liste arrêtée par le ministre chargé de l'économie. Par exemple, une société du CAC 40 peut être considérée comme présentant un risque faible.
- Le décret du 2 septembre 2009[31] cite également plusieurs types d’activités représentant un faible risque de blanchiment. On peut citer par exemple les contrats d’assurance vie dont la prime annuelle est inférieure à 1 000 €, certaines opérations de crédit à la consommation, certaines opérations d’assurance, etc.
- Enfin, les autorités publiques ou organismes publics dont l’identité est accessible au public sont également considérées comme présentant un risque faible de blanchiment.

#### Cas particulier de mesures de vigilance complémentaires
L’article L561-10 du CMF énonce que des mesures de vigilance complémentaires vis-à-vis de leur clientèle, peuvent être imposées aux assujettis en plus des obligations qui leur incombent déjà et qui sont prévues aux articles L. 561-5 et L. 561-6 du CMF.
Ces mesures complémentaires doivent être mises en œuvre lorsque :
- le client ou le représentant légal n’est pas physiquement présent lors de l’identification ;
- le client est une personne politiquement exposée ;
- le produit ou l’opération envisagée avec le client favorise l’anonymat ;
- l'opération est effectuée avec une personne issue d'un État ou d'un territoire figurant sur les listes publiées par le Groupe d'action financière (GAFI) parmi ceux dont la législation ou les pratiques font obstacle à la lutte contre le blanchiment des capitaux et  le financement du terrorisme.

#### Personne politiquement exposée
L’article R.561-18 du CMF issu du décret d’application du 2 septembre 2009 précise qu’une personne politiquement exposée est une « personne qui est exposée à des risques particuliers en raison de ses fonctions », résidant dans un pays autre que la France et qui exerce ou a cessé d’exercer depuis moins d’un an, l’une des fonctions exhaustivement énumérées à l’article cité ci-dessus.
L’ancienne position politique du PPE le rend perméable à la corruption. C’est la raison pour laquelle doit être considérée comme une situation d’alerte, le fait qu’une personne politiquement exposée allemande, par exemple, ouvre un compte dans un autre pays, comme la France. L’identification préalable de cette qualité de PPE impose alors la mise en œuvre de mesures de vigilance complémentaires.
L’établissement financier doit recueillir un certain nombre de documents :
- Pour le client personne morale : il s’agit d’obtenir l’extrait du registre officiel, l’identité des associés ou dirigeants sociaux, de connaître la justification de l'adresse du siège social, les statuts, les mandats et pouvoirs de la société et tout élément permettant d'apprécier la situation financière.
- Pour les structures de gestion d'un patrimoine d'affectation sans personnalité morale, d'une fiducie ou de tout autre dispositif juridique comparable relevant du droit étranger : un document justifiant la répartition des droits sur le capital ou sur les bénéfices de l'entité au nom de laquelle l'ouverture d'un compte ou l'exécution d'une opération doit être demandé.

Le décret du 2 septembre 2009 précise la nature des mesures complémentaires devant être mises en œuvre par l’établissement bancaire. Dans les situations ci-dessus énumérées les assujettis mentionnés à l’article L.561-2 du CMF devront :
- obtenir des pièces justificatives supplémentaires permettant de confirmer l'identité de la personne avec laquelle elles sont en relation d’affaires ;
- mettre en œuvre des mesures de vérification et de certification de la copie du document officiel ou de l'extrait de registre officiel mentionné à l'article R.561-5 du CMF[34] par un tiers indépendant de la personne à identifier ;
- exiger que le premier paiement des opérations soit effectué en provenance ou à destination d'un compte ouvert au nom du client auprès d'une personne assujettie établie dans un État membre de l'Union européenne ou dans un État partie à l'accord sur l'EEE ;
- obtenir une confirmation de l'identité du client de la part d'une personne assujettie établie dans un État membre de l'Union européenne ou dans un État partie à l'accord sur l'EEE.

Finalement, les mesures complémentaires doivent être diligentées lorsque le client est une personne politiquement exposée, ou que cette personne ne peut clairement être identifiée. L’ordonnance prévoit également des mesures de vigilance renforcée.

#### Risques élevés: mesures de vigilance renforcée
L’ordonnance prévoit que les mesures de vigilance renforcée doivent être appliquées lorsque le risque de blanchiment de capitaux et de financement du terrorisme présenté par un client, un produit ou une transaction leur paraît élevé.
En effet, lorsque l’opération semble particulièrement complexe ou d’un montant inhabituellement élevé ou ne paraissant pas avoir de justification économique ou d’objet licite, les mesures de vigilance renforcée doivent être appliquées. Il en va de même lorsque les établissements financiers concluront une convention pour offrir un service de correspondant bancaire, d'encaissement ou d'escompte de chèques ou nouer une relation d’affaires en vue de la distribution d'instruments financiers.
Les mesures de vigilances renforcées consistent à :
- recueillir sur l'établissement cocontractant des informations suffisantes pour connaître la nature de ses activités et pour apprécier, sur la base d'informations accessibles au public et exploitables, sa réputation et la qualité de la surveillance dont il fait l'objet ;
- évaluer le dispositif de lutte contre le blanchiment de capitaux et le financement du terrorisme mis en place par l'établissement cocontractant ;
- s'assurer que la décision de nouer une relation d’affaires avec l'établissement cocontractant est prise par un membre de l'organe exécutif ou toute personne habilitée à cet effet par l'organe exécutif ;
- prévoir dans la convention de correspondant bancaire ou de distribution des instruments financiers les modalités de transmission des informations à la demande de l'établissement assujetti.

Les situations présentant un risque moyen de blanchiment n’étant pas mentionnées par la réglementation, chaque établissement financier devra établir ses propres caractéristiques de ces situations de risque intermédiaire.

### Le suivi de la relation: une vigilance constante
L’article L.561-6 du CMF impose aux assujettis une vigilance constante des clients pendant toute la durée de la relation. Le but de cette vigilance constante est de s’assurer que la surveillance du client est bien adaptée au risque de blanchiment que ce dernier présente.
Cette obligation implique que les assujettis examinent attentivement les opérations réalisées par leur client, c’est-à-dire qu’ils vérifient la cohérence de ces opérations avec le profil du client. Cela suppose donc, une connaissance actualisée du client.
L’article R.561-11 du CMF impose aux assujettis de procéder à une nouvelle identification de leur client, lorsqu’ils ont « de bonnes raisons de penser » que les informations obtenues (concernant l’identité du client) lors de l’entrée en relation ne sont plus exactes.
En effet il convient d’analyser les moindres changements susceptibles d’impacter la qualification du risque présenté par le client :
- si le client est une personne physique : il faut rechercher des éventuels changements de situation professionnelle, de salaire, d’adresse, et vérifier qu’il n’est pas devenu, durant la relation d’affaires, une personne politiquement exposée ;
- si le client est une personne morale : il faut rechercher si, durant la relation d’affaires, il y a eu des changements de statuts, de dirigeants, d’actionnaires, d’objet social, de pays d’activité, etc.

Il convient d’actualiser régulièrement la connaissance que les établissements financiers ont de leurs clients, ce afin d’appliquer les mesures de vigilance adéquates. Notons que toutes les informations recueillies doivent être consignées par écrit et conservées pendant un délai de 5 ans à compter de la cessation de la relation d’affaires

### Interdiction d’entrer en relation
L’article L561-8 du CMF prévoit deux cas d’interdiction d’entrer en relation :
- lorsqu’un intermédiaire financier est dans l’impossibilité d’identifier son client ou d’obtenir des informations sur l’objet, la nature et la relation d’affaires, il ne peut alors exécuter aucune opération ni établir ou poursuivre la relation d’affaires ;
- si l’intermédiaire financier n'a pas été en mesure d'identifier son client ou d'obtenir des informations sur l'objet et la nature de la relation d’affaires et que celle-ci a néanmoins été établie (car le client présentait un faible risque de blanchiment), il doit y mettre un terme.

Lorsque l’assujetti met un terme à la relation d’affaires dans les conditions de l’article L.561-8 du CMF, il est tenu de faire une déclaration de soupçon auprès de Tracfin s’il soupçonne ou a de bonnes raisons de soupçonner une infraction de blanchiment ou de financement du terrorisme.

## L’obligation de déclaration de soupçon
Le nouveau dispositif français repose sur un double volet d’obligations complémentaires :
- les obligations de vigilance,
- les obligations de déclaration auprès de Tracfin.

La France n’a pas fait le choix d’un système automatique de déclaration basé exclusivement sur des critères objectifs définis a priori. Sauf les cas particuliers où la loi impose une déclaration dans certaines situations et conditions, le système repose sur une analyse au cas par cas des sommes et opérations en fonction du profil de la relation d’affaires et de la classification des risques établi par l’organisme assujetti.
Les organismes doivent donc effectuer l’analyse de la situation de leurs clients en fonction d’informations actualisées, puis procéder à un examen des soupçons de blanchiment avant d’adresser, s’il y a lieu, une déclaration à Tracfin. Les obligations de déclaration de soupçon sont prévues à l’article L.561-15 du CMF.

### L’extension du champ déclaratif
En matière d'obligations légales en France, les textes nationaux et européens ont sans cesse, depuis 1990, élargi le champ des professions assujetties à la lutte contre le blanchiment de capitaux, ainsi que le champ de l’obligation de déclaration de soupçon.
Les personnes assujetties sont notamment :
- les établissements de crédits,
- Les conseillers en gestion de patrimoine indépendants (CGPI), les conseillers en investissements financiers (CIF),
- les changeurs manuels,
- les casinos,
- les intermédiaires en biens immobiliers,
- les professions juridiques (notaires, administrateurs judiciaires, huissiers et avocats),
- les experts comptables,
- les commissaires aux comptes.

Concernant les délits sous-jacents du blanchiment de capitaux, depuis une vingtaine d’années, le champ de l’obligation de déclaration de soupçon à Tracfin n’a cessé d’être élargi par différentes dispositions.
La dernière étape est la transposition de la 3e Directive Européenne du 26 octobre 2005 transposée en droit français par l’ordonnance du 30 janvier 2009 (ainsi que par les décrets du 16 juillet et 2 septembre 2009, et par les arrêtés du 2 septembre et 29 octobre 2009).
L’article L.561-15 I du CMF impose désormais aux professionnels de déclarer à Tracfin les sommes ou opérations dont ils « savent, soupçonnent ou ont de bonnes raisons de soupçonner qu’elles proviennent d’une infraction passible d’une peine privative de liberté supérieure à un an ou participent au financement du terrorisme ». 
Il faut savoir qu’avant la transposition de la 3e Directive Européenne, seules cinq infractions constituaient le champ de la déclaration de soupçon.
Aujourd’hui[Quand ?], en soumettant l’obligation de déclaration de soupçon de blanchiment d’argent à tous crimes et délits passibles d’une peine privative de liberté supérieure à un an, l’ordonnance du 30 janvier 2009 vise la quasi-totalité du code pénal à l’exception des contraventions dans la mesure où, en droit français, la plupart des crimes et délits sont punis d’au moins un an d’emprisonnement. Autrement dit, l’ensemble des délits et crimes financiers susceptibles de générer un produit est visé par l’ordonnance. À titre d’exemple, le blanchiment d’infractions telles que l’abus de biens sociaux, la contrefaçon, l’escroquerie, l’abus de confiance est désormais concerné. De plus, en instaurant cette disposition, l’ordonnance du 30 janvier 2009 a donc créé l’obligation de déclarer tout soupçon de blanchiment de capitaux issus de la fraude fiscale.

### La déclaration pour fraude fiscale
L'ordonnance no 2009-104 du 30 janvier 2009 a étendu la déclaration de soupçon aux sommes ou opérations qui pourraient provenir de toute infraction passible d’une peine de prison supérieure à un an ou qui pourraient participer au financement des activités terroristes. Le champ de la déclaration de soupçon couvre donc désormais la fraude fiscale, passible en France d’une peine d’emprisonnement de cinq ans et de 37 500 euros d’amende.
Selon l’article 1741 du code général des impôts, une personne est coupable de fraude fiscale lorsqu’elle s’est soustraite ou a tenté de se soustraire de manière frauduleuse à l’impôt.
Le délit de fraude fiscale peut donc être constitué par :
- une omission de déclaration ;
- une dissimulation de sommes sujettes à l’impôt ;
- une organisation d’insolvabilité ou manœuvres faisant obstacle au recouvrement de l’impôt ;
- des irrégularités comptables.

Il existe des typologies de fraudes fiscales particulièrement complexes qui ont été détaillées par la Commission bancaire et Tracfin dans leurs lignes directrices conjointes, publiées en décembre 2009.
Compte tenu de la complexité de cette fraude, l’ordonnance a par ailleurs prévu d’assister les professionnels dans la détection de cette infraction par l’établissement de critères définis par décret.
Ces critères mentionnés sont alternatifs, ce qui implique que les établissements assujettis sont tenus de déclarer à Tracfin toute opération répondant à l’un au moins d’entre eux, lorsqu’ils soupçonnent une fraude fiscale. Les éléments d’analyse ayant conduit à retenir l’un des critères, au moins, doivent figurer dans la déclaration.
Ces 16 critères permettant de qualifier la fraude fiscale peuvent être classés en cinq catégories :
- indicateurs de forme ;
- indicateurs financiers (utilisation atypique du compte bancaire) ;
- indicateurs liés à l’activité du client ;
- indicateurs d’interposition ;
- opérations internationales.

### La déclaration à l’issue de l’examen renforcé
Les organismes financiers sont tenus de procéder à l’examen renforcé de toute opération particulièrement complexe ou d’un montant inhabituellement élevé ou ne paraissant pas avoir de justification économique ou d’objet licite. Ainsi, lorsque le caractère inhabituel de l’opération a été déterminé, le déclarant doit procéder à une analyse individualisée et approfondie : il doit se renseigner auprès du client sur l’origine des fonds et la destination des sommes, et se renseigner sur l’objet de l’opération et l’identité de la personne qui en bénéficie. À cet égard, les organismes financiers sont tenus d’établir des procédures internes portant sur les éléments d’information à recueillir et à conserver dans le cadre de cet examen renforcé. Afin d’assister les professionnels dans la mise en place de ces procédures, l’Autorité des Marchés Financiers a établi une liste non exhaustive d’éléments pertinents à recueillir et conserver :
- le montant, l’origine des fonds et la destination des sommes et les personnes intéressées par l’opération en termes de rémunération ;
- l’identité du donneur d’ordre ainsi que du ou des bénéficiaires effectifs de l’opération ;
- l’objet de l’opération, ses caractéristiques ainsi que les modalités de son exécution ;
- la cohérence des informations recueillies.

Si, à l’issue de l’examen renforcé et de son analyse individualisée et approfondie, le déclarant n’est pas parvenu à lever le soupçon sur l’opération, il doit alors adresser une déclaration à Tracfin. Il ne s’agit donc pas d’une déclaration de soupçon automatique ou systématique des opérations au caractère inhabituel : la déclaration doit être effectuée uniquement à l’issue d’une analyse aboutie ne permettant pas de lever le soupçon.

### La déclaration sur les trusts et fiducies
Les trusts et fiducies sont des institutions de droit anglo-saxon résultant d’un acte par lequel une personne (le settlor) transfère à une autre personne (le trustee) la propriété d’un bien (ou d’un ensemble de biens). Le trustee s’engage à gérer le ou les biens dans l’intérêt d’une troisième personne (le bénéficiaire).
La structure même des trusts et fiducies favorisant l’anonymat, il est souvent difficile d’identifier les bénéficiaires effectifs de l’opération, c'est-à-dire les personnes physiques détenant directement ou indirectement 25 % du capital d’une société ou des droits de vote.
Les organismes financiers doivent donc mettre en œuvre les diligences nécessaires afin d’identifier le donneur d’ordre ou le bénéficiaire effectif ou le constituant d’un fonds fiduciaire ou tout autre instrument de gestion d’un patrimoine d’affectation. Ils devront systématiquement effectuer une déclaration de soupçon dès lors que les bénéficiaires effectifs de l’opération n’ont pas été identifiés ou qu’il subsiste un doute sur leur identité.

### La déclaration complémentaire
L’article L.561-15 V du CMF impose au professionnel de porter sans délai à la connaissance de Tracfin toute information de nature à infirmer, conforter, ou modifier les éléments contenus dans une première déclaration, telle que les caractéristiques des opérations déclarées ou tout élément portant sur la connaissance de la relation d’affaires. Toutefois, lorsque le professionnel soupçonne les flux financiers d’un client dont les opérations ont donné lieu à une déclaration dans un laps de temps rapproché, l’envoi d’une déclaration complémentaire à Tracfin ne pourra se faire que si les nouvelles opérations portent sur des montants significatifs.
Il en va ainsi par exemple d’une opération dans un délai rapproché dont les montants cumulés sont au moins équivalents à ceux précédemment déclarés. Ce type d’opération conforte en effet l’appréciation portée par l’organisme à Tracfin dans la première déclaration de soupçon.

### La déclaration faisant suite à la rupture d’une relation d’affaires
Lorsqu’un organisme financier n’est pas en mesure d’identifier son client ou d’obtenir des informations sur l’objet et la nature de la relation d’affaires, il ne doit exécuter aucune opération et ne pas établir ou poursuivre de relation d’affaires. Lorsque la relation d’affaires est déjà établie, il doit y mettre un terme.
Il est prévu que l’organisme financier qui met ainsi un terme à la relation d’affaires avec son client effectue, le cas échéant, une déclaration de soupçon.
Ainsi après avoir mis fin à la relation d’affaires, l’organisme financier doit examiner systématiquement l’éventualité de faire une déclaration. Il n’y a pas de déclaration systématique en cas de rupture de la relation d’affaires : c'est à l’issue d’une analyse individualisée, d’une appréciation in concreto de la situation que l’organisme financier doit déterminer s’il doit ou non effectuer une déclaration de soupçon sur la base d’un examen réalisé à partir des éléments d’information dont il dispose.

## La matérialité de la déclaration de soupçon

### Les formes de déclaration

#### La déclaration de soupçon écrite
Elle est rédigée sous la forme d’un formulaire disponible sur le site Internet de Tracfin. Le déclarant devra mentionner la disposition légale ou réglementaire ayant mené à la déclaration. Le recours à un tel formulaire permet une exploitation rapide et automatisée. La TéléDS permet de remplir directement le formulaire sur le site de Tracfin et de télécharger les pièces au même moment.

#### La déclaration verbale
La déclaration peut également être verbale, comme en disposent les articles L.561-18 et R.561-31 du code monétaire et financier. Cette possibilité offerte au déclarant est cependant strictement limitée aux hypothèses où les circonstances de la préparation ou de l'exécution d'une opération l'imposent. Le déclarant devra ensuite se rendre dans les locaux de Tracfin en se munissant des pièces à l’appui de sa déclaration.

### Le contenu de la déclaration
Quelle que soit la forme de la déclaration, l'article R.561-31 I du CMF impose, pour son exploitation par Tracfin, qu'elle mentionne les éléments d'identification et de connaissance du client et du bénéficiaire effectif s'il y a lieu, l'objet et la nature de la relation, le détail des opérations visées ainsi que tous les éléments d'analyse ayant conduit l'établissement déclarant à entrer en relation avec la personne déclarée. S’agissant spécifiquement des déclarations de soupçon pour fraude fiscale, tous les éléments qui ont conduit à retenir les critères de fraude fiscale, figurant parmi la liste des 16 critères définie par le décret no 2009-874 du 16 juillet 2009, doivent être spécifiés. Devra être joint à ladite déclaration l’ensemble des pièces et documents justificatifs utiles à son exploitation par Tracfin.
Le déclarant pourra communiquer à Tracfin des éléments complémentaires lors d’une seconde déclaration aussi bien pour confirmer que pour infirmer ses soupçons initiaux (voir « La déclaration complémentaire »).

### La qualité de la déclaration de soupçon
Un défaut peut affecter la qualité de la déclaration de soupçon et ainsi la rendre inexploitable : il s’agirait notamment d’une insuffisance dans la qualité de la rédaction (un manque de clarté, un manque de concision, des détails superflus, ou la négligence de certaines rubriques clés du formulaire de déclaration), ou d’une mauvaise compréhension du soupçon.

### Les délais de déclaration
L’article L. 561-16 alinéa 1 du CMF pose explicitement le principe de la déclaration de soupçon préalablement à l’exécution de la transaction afin, le cas échéant, de permettre à Tracfin d’exercer son droit d’opposition.
Le professionnel doit en conséquence s’abstenir d’effectuer toute opération dont il soupçonne qu’elle est liée au blanchiment de capitaux ou au financement du terrorisme. L’article L. 561-16 alinéa 2 du CMF prévoit, par dérogation, que la déclaration puisse porter sur des opérations déjà exécutées dans 3 cas :
- lorsqu’il a été impossible de surseoir à leur exécution ;
- quand leur report aurait pu nuire au déroulement d’investigations en cours ;
- si le soupçon est apparu postérieurement à la réalisation de l’opération en cause.

Dans ces cas de figure, le professionnel doit analyser les faits conduisant aux soupçons puis, lorsque cette analyse confirme le soupçon, il doit transmettre la déclaration sans délai. Les déclarants doivent veiller à ne pas allonger inutilement les délais entre la découverte de la première opération suspecte et l’envoi d’une déclaration à Tracfin. Il convient de s’intéresser à la dualité qui ressort des textes étant donné qu’ils préconisent une déclaration a priori alors que dans la pratique la déclaration a lieu a posteriori. Il est à noter que dans la banque de détail, le client a accès à son compte et le fait fonctionner seul. Ainsi, c’est souvent le fonctionnement général d’un compte ou une succession d’opérations qui alertent et justifient une déclaration. Il y a toutefois quelques rares opérations qui sont déclarées en tant que telles.

### La conservation des pièces qui se rapportent aux déclarations effectuées
Les documents suivants, relatifs aux déclarations de soupçon doivent être conservés pendant une période de cinq ans suivant la cessation de la relation d’affaires concernée :
- copie de la déclaration de soupçon et, le cas échéant, des pièces qui lui étaient jointes ; dans le cas d’une déclaration orale, copie des pièces transmises, le cas échéant, à Tracfin ;
- conservation du nom du déclarant et de la date de la déclaration ;
- accusé de réception de la déclaration, le cas échéant.

N.B : en vertu de l’article 6 de la loi du 6 janvier 1978 relative à l’informatique, aux fichiers et aux libertés, les pièces se rapportant aux déclarations de soupçons effectuées qui sont conservées ne peuvent pas être utilisées pour une finalité différente de celle pour laquelle elles ont été collectées, ni être conservées pour une durée qui excède la durée nécessaire aux finalités pour lesquelles elles sont collectées et traitées.

### La confidentialité de la déclaration de soupçon
La confidentialité de la déclaration de soupçon revêt plusieurs aspects. Tout d’abord, l’existence, le contenu et les suites de l’acte en lui-même ne peuvent jamais être communiqués. La violation de ce secret est punie d’une peine d’amende de 22 500 €, en vertu de l’article L. 574-1 du CMF. Par exception, ne commettrait pas une telle divulgation l’avocat qui dissuaderait son client de prendre part à une activité illégale.
L’autorité judiciaire peut cependant prendre connaissance de cette déclaration lorsque Tracfin saisit le procureur de la République. Afin de protéger les déclarants, cet acte ne figurera pas au dossier de procédure. L’autorité judiciaire aura également accès à la déclaration de soupçon sur réquisition auprès de Tracfin, afin de mettre en œuvre la responsabilité des personnes assujetties à cette obligation de déclarer, de leurs dirigeants, ou de leurs préposés lorsqu’ils sont suspectés d’être impliqués dans les mécanismes de blanchiment et de financement du terrorisme qu’ils ont révélés.
En vertu de l’article L. 561-29 du CMF, Tracfin peut en outre communiquer des informations aux administrations françaises suivantes :
- douanes ;
- services de police judiciaire ;
- services de renseignements ;
- administration fiscale.

### La communication des déclarations de soupçons au sein des groupes d’établissement
Les entités assujetties aux obligations de déclaration, qui appartiennent à un même groupe, à un même réseau, ou à une même structure professionnelle, peuvent s’informer de l’existence et du contenu d’une déclaration, selon des procédures d’échange qu’elles devront mettre en place. Dans des cas très particuliers, notamment pour une même opération sur un même client, un tel échange pourra se faire entre des entreprises n’appartenant pas à un même groupe. Ces entités doivent néanmoins être soumises à des obligations équivalentes en matière de secret professionnel, et doivent avoir un établissement situé dans un État membre de l’Union européenne ou dans un pays tiers équivalent.

### L’exonération de responsabilité pénale de la déclaration de soupçon
L’article L. 561-22 5° du CMF prévoit une exonération de responsabilité pénale pour le délit de blanchiment.
En effet, le professionnel pourra s’exonérer de sa responsabilité pénale par la réunion de deux conditions cumulatives :
- le respect des conditions générales de validité de la déclaration de soupçon, posées par les articles L. 561-16 et L. 561-25 du CMF ;
- l’absence de « concertation frauduleuse » entre le déclarant Tracfin et la personne dite soupçonnée.

Étant précisé que la notion de concertation frauduleuse n’est définie ni légalement, ni réglementairement, il ressort des travaux parlementaires relatifs à la loi du 12 juillet 1990qu’il s’agit d’une entente secrète entre plusieurs personnes dont l’objectif est de tromper une ou plusieurs autres personnes.

## Le GAFI
Le Groupe d’action financière (GAFI) est un organisme intergouvernemental créé en 1989.  Il a pour objectif l’élaboration de normes et la promotion de l’efficace application de mesures législatives, réglementaires et opérationnelles. Il s'agit donc d'un organisme d’élaboration des politiques. 
Le GAFI a ainsi élaboré une série de recommandations reconnues comme étant la norme internationale en matière de LCB-FT.  Elles constituent le fondement d’une réponse coordonnée à ces menaces pour l’intégrité du système financier. Elles contribuent également à l’harmonisation des règles au niveau mondial.  Ces Recommandations du GAFI ont fait l'objet de révisions en 1996, 2001, 2003 ainsi qu'en 2012. Ainsi, elles restent d’actualité et pertinentes[source insuffisante].  

## Tracfin

### Présentation de Tracfin
Créé par la loi no 90-614 du 12 juillet 1990, à la suite du sommet de l’Arche du G7 (juillet 1989), Tracfin (Traitement du renseignement et action contre les circuits financiers clandestins) vient contribuer au souci croissant de lutte anti blanchiment et de développement d’une économie saine.
À l’origine cellule de coordination des renseignements financiers au sein de la direction générale des douanes, Tracfin devient un service à compétence nationale par le décret no 2006-1541 du 6 décembre 2006 et acquiert une direction propre. La cellule Tracfin se trouve sous l’égide du ministère de l'Économie, des Finances, de l’Industrie et de l’emploi, et celle du ministre chargé du Budget, des comptes publics, de la Fonction publique et de la réforme de l’État.
La cellule de renseignements financiers nationale s’est vu confier par le législateur trois missions principales :
- réception et protection des renseignements sur les circuits financiers clandestins et les opérations qui pourraient être destinées au financement du terrorisme, et au blanchiment de fonds illicites [64] ;
- l’analyse et l’enrichissement de l’information financière reçue au titre des articles L.561-26, L.561-27 et L. 561-31 du CMF ;
- transmission des renseignements financiers[58] aux autorités judiciaires, services de police judiciaire, administration des douanes et des impôts et services de renseignement spécialisés.

Le rôle de Tracfin consiste donc à recueillir, analyser et enrichir les déclarations émises par les professionnels assujettis. Tracfin, dont les pouvoirs ont été définis par la loi no 90-614 du 12 juillet 1990, est un service d’enquête administrative dont l’action s’inscrit en amont de la phase judiciaire. En effet, Tracfin se voit signaler, par les assujettis au dispositif, les opérations financières considérées comme atypiques par ces derniers.
La cellule a donc vocation à procéder à des recoupements de données à la suite des déclarations de soupçon émanant essentiellement des établissements financiers. L'efficacité du système repose avant tout sur le partenariat original entre une unité administrative et les organismes financiers. En effet, selon le rapport annuel de 2008, sur les 14 565 déclarations reçues, dont 1 171 sous forme dématérialisée :
- 79 % de déclarations sont effectuées par les banques et établissements de crédit ;
- 10 % par les changeurs manuels ;
- 5 % par les compagnies d’assurance ;
- 2 % par les notaires ;
- 4 % par des professions qui restent marginales (experts comptables, commissaires aux comptes, les administrateurs et mandataires judiciaires, commissaires priseurs et sociétés de vente aux enchères).

### Pouvoirs de Tracfin
Afin de procéder à des recoupements d’informations financières sur les opérations déclarées, Tracfin dispose de différents pouvoirs strictement encadrés par la loi :
- le droit de communication : pour l'exploitation des déclarations de soupçon qui lui sont envoyées, Tracfin dispose du droit de demander à l’établissement financier de transmettre, dans un certain délai, des documents quel qu’en soit le support, en relation avec l’opération ou la personne désignée par la déclaration ;
- le droit de consultation : Tracfin peut, depuis l’ordonnance no 2009-104 du 30 janvier 2009[66], directement obtenir des pièces en se rendant dans les locaux des organismes financiers soumis au dispositif de lutte anti blanchiment[67];

Ces deux prérogatives demeurent néanmoins encadrées au regard de certaines professions (avocats, avoués...) car il est nécessaire que le bâtonnier de l’Ordre ou le président de la compagnie donne son aval lors de la communication ou la saisie des documents, sauf lorsque l’avocat agit en qualités de fiduciaire.
- le droit d’opposition : Tracfin a la possibilité de procéder au blocage d’une opération non encore exécutée pendant un délai d’un jour ouvrable à compter de la réception de la déclaration. Cette prérogative, unique en droit français, s’avère délicate à mettre en œuvre dans la mesure où l’organisme ayant procédé à la déclaration de soupçon ne doit pas avertir son client de la déclaration faite, et doit justifier le blocage de l’opération. Tout blocage inutile peut entraîner la responsabilité de l’État ;
- les demandes d’échange de renseignements : ce droit d’échange de renseignements s’effectue aussi bien auprès des unités françaises qu’étrangères exerçant des activités analogues à celles de Tracfin. S’agissant de l’échange d’informations avec les administrations nationales, Tracfin a la possibilité depuis l’ordonnance de 2009 d’échanger avec les personnes chargées d’une mission de service public.

Cette faculté n’avait pas été prévue par la Loi Nouvelle Régulation Économique de 2001, qui avait circonscrit cette possibilité aux seules administrations d’État, collectivités territoriales, autorités de contrôle, établissements publics et organismes visés à l’article L.134-1 du Code des Juridictions Financières. L’ajout de nouveaux interlocuteurs aussi divers que l’URSSAF, les syndicats professionnels ou les ligues sportives souvent détenteurs d’informations relatives à des constructions juridiques suspicieuses permettra à Tracfin l’obtention efficace d’informations bien plus ciblées et précises.

## L'Autorité de contrôle prudentiel et de résolution (ACPR)

### Présentation de l'ACPR
L'ACPR est une institution intégrée à la Banque de France, chargée de la surveillance de l'activité des banques et des assurances en France, fondée en janvier 2010 par l'ordonnance no 2010-76.
Elle est notamment chargée de contrôler le respect par les assujettis des obligations relatives à la LCB-FT, et exerce à ce titre des contrôles sur pièces et sur place.

### Coopération internationale

#### Le groupe Egmont
Outre les outils mis à sa disposition par le législateur, Tracfin participe au groupe Egmont, forum informel, créé à Bruxelles dont l'objectif principal est de renforcer la coopération internationale entre les différentes cellules anti-blanchiment notamment en améliorant l’échange d’informations entre ses membres et en mettant en commun leur expertise. Les réalisations du forum sont, entre autres, l’élaboration d’un accord type bilatéral permettant la coopération entre les différentes cellules de renseignements financiers, l’échange régulier entre membres du personnel de ces cellules, notamment par le biais d’un système d’échange d’information par internet, et l’organisation régulière d’ateliers de formation régionaux.
Ce forum indépendant des dispositifs policiers, judiciaires ou diplomatiques permet la mise en œuvre de solutions concrètes afin de résoudre au quotidien les problèmes posés par la lutte anti-blanchiment. La circulation de l’information s’affranchissant – si nécessaire – des contraintes et des lourdeurs inhérentes à l’ouverture d’une procédure de coopération judiciaire permet d’accroitre la réactivité de ces cellules de collecte de renseignements. Le nombre de renseignements financiers reconnus par le groupe Egmont s’élevait, au 30 novembre dernier à 58 unités établies à travers le monde.

#### Bilan de la coopération internationale
Cette faculté d’échanges, bien que constante, reste très faiblement utilisée. En 2008, le service n’a adressé que 957 demandes de renseignement à ses homologues étrangers majoritairement situés dans l’UE et a reçu 951 demandes de ses homologues étrangers dont 93 % émises par des homologues européens. Cette possibilité d’échanges demeure de plus limitée en ce sens qu’elle ne peut être utilisée que pour reconstituer, à la suite d'une déclaration, les transactions effectuées par une personne physique ou morale ou bien pour renseigner les cellules de renseignements financiers étrangères.

### Des relations particulières avec certaines institutions

#### Vers une montée en puissance des dossiers transmis en justice
L'autorité judiciaire est destinataire de droit « naturel » des informations recueillies par Tracfin. À partir de l’ensemble des déclarations réceptionnées, une expertise approfondie est effectuée. Tracfin peut, s’il dispose des éléments nécessaires laissant présumer qu’une infraction a été commise saisir le procureur de la République compétent.
Selon le rapport annuel de 2008, sur les 359 déclarations transmises en justice :
- 85 % des déclarations transmises en justice proviennent du secteur bancaire ;
- 6 % du secteur des jeux ;
- 3 % du secteur immobilier ;
- 6 % autres secteurs tous confondus.

Ces déclarations concernent pour :
- 50 % des délits primaires ;
- 26 % la dissimulation ;
- 13 % le placement ;
- 10 % l’intégration ;
- 1 % le terrorisme.

En dehors du traitement des dossiers transmis, il est désormais habituel que les affaires les plus sensibles fassent l'objet de contacts préalables à leur transmission en justice. S'agissant des condamnations prononcées pour faits de blanchiment, il appartient au ministère de la Justice d'en communiquer le nombre et la nature exacts. Tracfin dispose en effet du droit de savoir ce que deviennent les transmissions faites à la Justice et d’indiquer aux établissements déclarants le devenir de la déclaration qu’ils ont faite.

#### Possibilité de communication entre Tracfin et l’administration fiscale
Depuis le 1er février 2009, l’administration fiscale a un droit d’accès au renseignement détenu par Tracfin, ce droit étant fixé à l’article L.561-29 du CMF. La cellule lui transmet donc des informations sur des faits susceptibles de relever de l’infraction de fraude fiscale ou du blanchiment du produit de cette infraction. L’administration fiscale peut alors utiliser ce renseignement pour l’exercice de ses missions, à savoir tant le contrôle fiscal que la répression pénale. Ainsi, afin d’assurer une meilleure efficacité de cette collaboration, des fonctionnaires issus des services de l’administration fiscale assurent une expertise comptable et fiscale des circuits de blanchiment au sein de Tracfin.